# Буинцев, Лаврентий Иванович
Лаврентий Иванович Буинцев — советский военный и государственный деятель, генерал-майор.

## Биография
Родился в 1896 году в селе Кошелевка. Член КПСС.
Участник Первой мировой войны: рядовой запасного батальона, младший унтер-офицер, унтер-офицер, учился в военно-фельдшерской школе, военный фельдшер.
В РККА с 1918 года.
В 1918—1941 гг. — участник Гражданской войны, старший лекпом стрелковой дивизии, старший лекпом запасного полка, старший лекпом эвакуационного госпиталя, политрук команды Ульяновской школы РККА, политрук Оренбургского военного госпиталя, военком отдельного эскадрона кавалерийской дивизии, помощник военкома артиллерийского полка, военком артиллерийского полка, слушатель курсов при военно-политической академии РККА, военком 20-й стрелковой дивизии.
Участник Великой Отечественной войны: заместитель командира 3-го стрелкового корпуса по политической части, заместитель командира 74-го стрелкового корпуса по политической части, заместитель командира 20-й горнострелковой дивизии по политчасти
В 1946—1957 — политработник в Советской армии.
Умер в 1968 году.

## Награды
- Орден Ленина
- Орден Красного Знамени (трижды)
- Орден Богдана Хмельницкого II степени
- Орден Отечественной войны II степени
- Орден Красной Звезды
- Орден Virtuti Militari 5 степени
- [[{Крест Грюнвальда]] 3 степени